# Поттер (округ, Південна Дакота)
Шаблон:StateAbbr_ 45°04′ пн. ш. 99°57′ зх. д. / 45.06° пн. ш. 99.95° зх. д.
Округ  Поттер (англ. Potter County) — округ (графство) у штаті  Південна Дакота, США. Ідентифікатор округу 46107.

## Історія
Округ утворений 1875 року.

## Демографія
За даними перепису 2000 року загальне населення округу становило 2693 осіб, усе сільське. Серед мешканців округу чоловіків було 1324, а жінок — 1369. В окрузі було 1145 домогосподарств, 767 родин, які мешкали в 1760 будинках. Середній розмір родини становив 2,88.
Віковий розподіл населення поданий у таблиці:
| Стать    | До 15 років | 15-21 | 22-29 | 30-39 | 40-49 | 50-65 | 65-85 | Понад 85 |
| -------- | ----------- | ----- | ----- | ----- | ----- | ----- | ----- | -------- |
| Чоловіки | 241         | 116   | 54    | 147   | 217   | 255   | 252   | 42       |
| Жінки    | 245         | 90    | 61    | 171   | 172   | 250   | 302   | 78       |

## Суміжні округи
- Волворт — північ
- Едмундс — північний схід
- Фок — схід
- Гайд — південний схід
- Саллі — південь
- Дьюї — захід

## Виноски
1. ↑  US Decennial Census. US Census Bureau. Архів оригіналу за 12 травня 2015. Процитовано 28 березня 2015.
2. ↑  Historical Census Browser. University of Virginia Library. Архів оригіналу за 11 серпня 2012. Процитовано 28 березня 2015.
3. ↑  Forstall, Richard L., ред. (27 березня 1995). Population of Counties by Decennial Census: 1900 to 1990. US Census Bureau. Архів оригіналу за 28 грудня 2008. Процитовано 28 березня 2015.
4. ↑  Census 2000 PHC-T-4. Ranking Tables for Counties: 1990 and 2000 (PDF). US Census Bureau. 2 квітня 2001. Архів оригіналу (PDF) за 18 грудня 2014. Процитовано 28 березня 2015.
5. ↑  State & County QuickFacts. Бюро перепису населення США. Архів оригіналу за 1 березня 2016. Процитовано 28 листопада 2013.(англ.) Наведено за англійською вікіпедією.
6. ↑  American FactFinder. Бюро перепису населення США. Архів оригіналу за 26 лютого 2012. Процитовано 31 січня 2008.

| США | Це незавершена стаття з географії США. Ви можете допомогти проєкту, виправивши або дописавши її. |